# Grand Prix Itálie 1962
Grand Prix Itálie 1962 (oficiálně XXXIII Gran Premio d'Italia) se jela na okruhu Autodromo Nazionale Monza v Monze v Itálii dne 16. září 1962. Závod byl sedmým v pořadí v sezóně 1962 šampionátu Formule 1.

## Závod
| Poř.   | No. | Jezdec                  | Konstruktér        | Počet kol | Čas/Odstoupení      | Pořadí na startu | Body |
| ------ | --- | ----------------------- | ------------------ | --------- | ------------------- | ---------------- | ---- |
| 1      | 14  | Graham Hill             | BRM                | 86        | 2:29:08.4           | 2                | 9    |
| 2      | 12  | Richie Ginther          | BRM                | 86        | + 29.8              | 3                | 6    |
| 3      | 28  | Bruce McLaren           | Cooper-Climax      | 86        | + 57.8              | 4                | 4    |
| 4      | 8   | Willy Mairesse          | Ferrari            | 86        | + 58.2              | 10               | 3    |
| 5      | 2   | Giancarlo Baghetti      | Ferrari            | 86        | + 1:31.3            | 18               | 2    |
| 6      | 18  | Jo Bonnier              | Porsche            | 85        | + 1 kolo            | 9                | 1    |
| 7      | 30  | Tony Maggs              | Cooper-Climax      | 85        | + 1 kolo            | 12               |      |
| 8      | 6   | Lorenzo Bandini         | Ferrari            | 84        | + 2 kola            | 17               |      |
| 9      | 24  | Nino Vaccarella         | Lotus-Climax       | 84        | + 2 kola            | 14               |      |
| 10     | 32  | Carel Godin de Beaufort | Porsche            | 81        | + 5 kol             | 20               |      |
| 11     | 10  | Phil Hill               | Ferrari            | 81        | + 5 kol             | 15               |      |
| 12     | 38  | Masten Gregory          | Lotus-BRM          | 77        | + 9 kol             | 6                |      |
| 13     | 16  | Dan Gurney              | Porsche            | 66        | Diferenciál         | 7                |      |
| 14     | 4   | Ricardo Rodriguez       | Ferrari            | 63        | Zapalování          | 11               |      |
| Ret    | 40  | Innes Ireland           | Lotus-Climax       | 45        | Zavěšení            | 5                |      |
| Ret    | 46  | John Surtees            | Lola-Climax        | 42        | Motor               | 8                |      |
| Ret    | 44  | Roy Salvadori           | Lola-Climax        | 41        | Motor               | 13               |      |
| Ret    | 22  | Trevor Taylor           | Lotus-Climax       | 25        | Převodovka          | 16               |      |
| Ret    | 48  | Tony Settember          | Emeryson-Climax    | 18        | Motor               | 21               |      |
| Ret    | 36  | Maurice Trintignant     | Lotus-Climax       | 17        | Elektronika         | 19               |      |
| Ret    | 20  | Jim Clark               | Lotus-Climax       | 12        | Převodovka          | 1                |      |
| DNQ    | 60  | Tony Shelly             | Lotus-BRM          |           |                     |                  |      |
| DNQ    | 56  | Keith Greene            | Gilby-BRM          |           |                     |                  |      |
| DNQ    | 52  | Gerry Ashmore           | Lotus-Climax       |           |                     |                  |      |
| DNQ    | 62  | Ian Burgess             | Cooper-Climax      |           |                     |                  |      |
| DNQ    | 42  | Jo Siffert              | Lotus-BRM          |           |                     |                  |      |
| DNQ    | 54  | Ernesto Prinoth         | Lotus-Climax       |           |                     |                  |      |
| DNQ    | 50  | Roberto Lippi           | De Tomaso-O.S.C.A. |           |                     |                  |      |
| DNQ    | 26  | Jay Chamberlain         | Lotus-Climax       |           |                     |                  |      |
| DNQ    | 34  | Nasif Estéfano          | De Tomaso          |           |                     |                  |      |
| WD     | 58  | Kurt Kuhnke             | Lotus-Borgward     |           | Vůz nebyl připraven |                  |      |
| Zdroj: |     |                         |                    |           |                     |                  |      |

## Průběžné pořadí po závodě
Pohár jezdců
|        | Pořadí | Jezdec        | Body    |
| ------ | ------ | ------------- | ------- |
|        | 1      | Graham Hill   | 36 (37) |
| 2      | 2      | Bruce McLaren | 22      |
| 1      | 3      | Jim Clark     | 21      |
| 1      | 4      | John Surtees  | 19      |
|        | 5      | Phil Hill     | 14      |
| Zdroj: |        |               |         |

Pohár konstruktérů
|        | Pořadí | Konstruktér   | Body    |
| ------ | ------ | ------------- | ------- |
|        | 1      | BRM           | 37 (41) |
|        | 2      | Lotus-Climax  | 27      |
|        | 3      | Cooper-Climax | 25 (27) |
|        | 4      | Lola-Climax   | 19      |
| 1      | 5      | Ferrari       | 18      |
| Zdroj: |        |               |         |